# Készlet
Köznapi értelemben a készlet valamely dologból felhalmozott, összegyűjtött mennyiség, amely dolog meghatározott időpontban és helyen található. A kereskedelemben általában a raktárban tárolt, értékesítésre szánt árut nevezik készletnek.
A termelési, újratermelési folyamatban a készpénzért (pénztári készpénzállomány) vagy bankszámlapénzért (bankszámlaállomány) vásárolt anyagokat (alap-, rezsi- és segéd-, fűtő- és üzem-, valamint egyéb) input készleteknek nevezzük; ezek a félkész és befejezetlen termelés állapotán át készáruvá, azaz output készletekké válnak, s értékesítés után (vevőállomány) ismét pénzzé alakulnak.
A készletek rövid ideig kötik le a forrásokat, azaz folyamatosan változnak, forognak. Ez alól kivételek: nem forgó, elfekvő készletek; amelyektől pl. kiárusítás vagy selejtezés utáni értékesítés útján szükséges megszabadulni.

## Készletek szerepe a gazdaságban
A készletek makrogazdasági szerepe, hogy a termelés és a forgalom időbeni, területi és szervezeti különbségeit ellensúlyozva megpróbálják biztosítani a gazdasági folyamatok stabilitását, a nemzetgazdaság külpiachoz való alkalmazkodását. A készletek mikrogazdasági szerepe, hogy puffert képezzenek a vállalkozás és környezete között. A számviteli mérés segíti a nemzetgazdaság és a vállalkozások megfelelő készletszintjének kialakítását.

## A készlet számviteli fogalma
A számvitelben készletnek nevezik a vállalkozás rendelkezésére álló, egy éven belüli felhasználásra szánt eszközök összességét.

### Csoportosítás eredet szerint
- Vásárolt készletek: azok az eszközök, amelyeket a vállalkozás a termék-előállítás vagy a szolgáltatásnyújtás során fog felhasználni (anyagok), illetve a változatlan formában továbbértékesítésre szánt javak (áruk, közvetített szolgáltatások).
- Saját termelésű készletek: értékesítésre szánt eszközök, a termelés valamilyen szakaszában (befejezetlen termelés, félkész termék) vagy már elkészült formában (késztermékek). A folyamatos gondozás = költségek miatt saját termelésű készletnek szokás tekinteni a növendék- és hízóállatokat is.

## A készletek értékelésére használt módszerek
A készleteket, illetve változásaikat év közben a főkönyvi könyvelés értékben mutatja ki, a raktári analitika pedig általában mennyiségben. Év végén a leltár a készleteket fajtájának megfelelő, előírt mértékegységben, mennyiségben tartalmazza. A leltár kiértékelése során a készleteket árazzák, s így meghatározható a készletérték.A készletek tényleges mennyiségi meghatározását és  értékelését jelenleg a magyar számviteli előírások szerint évente egyszer, év végén, azaz minden év december 31-én kell elvégezni. Elméletileg az alábbi módszerek használhatóak az értékelésre:
- egyedi beszerzési ár = minden beszerzés egyedi áron szerepel és a felhasználást is ilyen értékkel kell elszámolni
- átlagos (súlyozott) beszerzési ár = a beszerzések egyedi áron szerepelnek, a felhasználás pedig a beszerzések mennyiséggel súlyozott átlagárával
- FIFO (First In First Out) = Az először beérkezett készlet kerül először felhasználásra. A zárókészlet az utolsó árakon kerül értékelésre.
- LIFO (Last In First Out) = Az utolsónak beérkezett készlet kerül elsőként felhasználásra. A zárókészlet az első árakon kerül értékelésre.
- LOFO (Low First Out) = a beszerzések egyedi áron szerepelnek; a legalacsonyabb árú készletet kell legelőször felhasználni (a magyar számvitelben nem megengedett)
- HIFO (High First Out) = a beszerzések egyedi áron szerepelnek; a legmagasabb árú készletet kell legelőször felhasználni (a magyar számvitelben nem megengedett)
- FEFO (First expires first out) a legkorábban lejáró termék lesz először felhasználva. A zárókészletet a a legkésőbb lejáró.

## Készletváltozások fajtái
A készletek növekedhetnek és csökkenhetnek.

### A készletnövekedés esetei
- bevételezés - beszerzés vagy visszaérkezés bérmunkából;
- visszavételezés - a korábban raktárból kivételezett javak egy részét visszaadják pl. az üzemek, így ez kiadást csökkentő anyagmozgás analitikus könyvviteli szempontból, s növeli a raktári készletet;
- vállalkozáson belül más raktárból történő átvétel, mely a vállalkozás készleteit nem változtatja összességében,
- leltári többletek (leltáreltérés jegyzőkönyve szükséges);
- a vállalkozás tagjaitól, alapítóktól átvett készletek pl. alapításkor;
- felértékelés - ez csupán a készlet értékét érinti, mennyiségét nem.

### A készletcsökkenés esetei
- kivételezés, felhasználási célra, bérmunkára történő kiküldés, visszáru a beszerző cégnek, valamint anyageladás;
- selejtezés, amikor a rendeltetésszerűen nem használható készleteket (hulladékként történő értékesítés vagy más célból) a raktárból eltávolítják;
- vállalkozáson belül más raktár céljára történő átadás;
- a vállalkozás tagjainak, alapítóinak történő készletátadás;
- leértékelés - ez csupán a készlet értékét érinti, mennyiségét nem.

## Készletváltozások bizonylatai
A készletnövekedések raktári bizonylata a bevételezési jegy vagy bizonylat, amely általában szabványnyomtatvány és három példányos, Szoros számadású bizonylat. Mindhárom példány a bevételező raktárba megy az áruval, anyaggal együtt. Itt a raktáros igazolja a bevételezést, s az igazolt példányt (első példány) a szállítólevélhez csatolják, amely a beérkező számlák ellenőrzéséhez kerül, ahol a raktári bevét jegy adatait összefuttatják a számlán feltüntetett adatokkal. A raktári bevét jegy egy példánya (második példány) a raktárban marad, ahol időrendben lerakják (pl. dossziéba fűzik). A raktári bevét jegy harmadik példányát többnyire egy napon belül az analitikus anyagkönyvelésbe továbbítják értékelés és nyilvántartás céljára. Ezt a példányt a raktárak zártkörű elszámoltatása céljából sorszám szerint rakják le az elvégzett sorszámellenőrzés (régi szakzsargon szerint: tombolázás) után.
A készletcsökkenések raktári bizonylata a kivételezési jegy. A felhasználásra kivételezett javakat költséghelyekre vételezik ki, amelyeket feltüntetnek a bizonylaton. Költséghely lehet meghatározott termék előállító részleg, vagy tevékenység és üzemfenntartás, karbantartás vagy általános termelési cél (pl. rezsi vagy közvetett anyag). Az egyes javak előállításához szükséges közvetlen javak (nyers- és alapanyagok, vásárolt alkatrészek, vagy kellékek) kivételezési jegyeit előzetes anyagutalványozással három példányban a gyártás-előkészítés vagy a termelési egység, műszaki részleg állítja ki (előkalkuláció alapján). Ezekre célszerű utókalkulációs egységszámot, azaz munkaszámot adni, feltüntetni. A rezsi- és más közvetett anyagoknál elegendő a kivételező költséghely feltüntetése. A kivételezési jegy egy példánya a kivételező költséghelyé, egy-egy példánya a kiadó raktáré és az analitikus anyagkönyvelésé. A kivételezési jegy szintén szigorú számadású bizonylat.
A leltározási jegyzőkönyv a megállapításoktól függően készletnövekedési, illetve készletcsökkenési raktári bizonylat kiállításának az alapja is lehet. A selejtezési jegyzőkönyv' készletcsökkenési alapbizonylat. A raktárközi bizonylatok a raktárak közötti javak mozgatásának vonatkozásában készletcsökkenési illetve készletnövekedési bizonylatok, de vállalkozási szempontból nem jelenthetnek készletmozgást. A készletek értékelésével kapcsolatos bizonylat a Készletértékelési jegyzőkönyv, amely készletek értékének növekedését, vagy csökkenését jelentheti tartalmától függően, mennyiségben történő változás nélkül. A tagoktól, alapítóktól átvett vagy nekik átadott készletek mozgását jegyzőkönyvben kell rögzíteni, és tartalmának megfelelően kell raktárra venni, illetve kiadásba helyezni.

## Készletek számvitelhez kapcsolódó mutatói
A mérlegből számítható, kimutatható készletmutatókat finanszírozási, elemzési munkákhoz használják. A teljesség igénye nélkül néhány készletmutató:
- Nyitó készlet, jele - Kny, általában év eleje:január 1.
- Záró készlet, jele - Kz, általában év vége: december 31.

- Az éves átlagkészlet (az adott év nyitó és zárókészletének átlaga), képlete:  ( Kny + Kz )/ 2
- A kronologikus átlagkészlet (adott időszak alatt több időpont) képlete (K1/2 + K2 + K3 + ...... + Kn/2)/n-1

- Fordulatok száma:    Éves értékesítési árbevétel / Éves átlagkészlet
- Forgási idő:              Az év napjainak száma / Fordulatok száma